# Troglohyphantes pavesii
Troglohyphantes pavesii là một loài nhện trong họ Linyphiidae.
Loài này thuộc chi Troglohyphantes. Troglohyphantes pavesii được miêu tả năm 1988 bởi Pesarini.